# Martin de Vertou
Pour les articles homonymes, voir Saint Martin.
Martin de Vertou, né vers 527 à Nantes et mort vers 601 à Vertou, est un religieux, ermite et abbé chrétien, actif dans la région nantaise. Il est vénéré comme saint par l'Église catholique-romaine et l’Église Orthodoxe, fêté le 24 octobre.

## Biographie
Au VIe siècle, les confins occidentaux de la Bretagne et le nord du Poitou sont encore majoritairement païens. Avant même d'être ordonné prêtre, Martin en est l'un des principaux évangélisateurs, avant d'effectuer un pèlerinage sur le tombeau des apôtres à Rome. Revenu dans sa région d'origine, il se retire dans une zone inhabitée de la rive droite de la Sèvre nantaise. Son existence solitaire et vertueuse attire à lui des disciples. Il est nommé archidiacre de l'Église de Nantes par l'évêque saint Félix et chargé de travailler à la conversion au christianisme des habitants vivant entre Goulaine et le lac de Grand-Lieu. Peu à peu, il y bâtit l'église Saint-Martin-de-Vertou et agrandit son ermitage, qui devient le monastère de Vertou, dont il est le fondateur et le premier abbé.

## Hagiographie
La légende raconte que saint Martin de Vertou planta son bâton de pèlerin au milieu de ce qui allait devenir la cour de l'abbaye et que celui-ci prit racine, devenant un if qui apparaît sur le blason de la commune de Vertou.
Sa Vita, la Vita et miracula sancti Martini Vertavensis, est attribuée à l'hagiographe Létald de Micy,,.
Il est fêté le 24 octobre.
L'hagiographie de Martin de Vertou est narrée par les vitraux du chœurs de l'église Saint-Marin-de-Vertou de Vertou, réalisés après mai 1887 par le vitrailliste Antoine Meuret, de Nantes. Ils retracent la légende du saint, dont l'iconographie demeure rare. Ils représentent, de gauche à droite :
- l'envoi en mission par Félix de Nantes de son jeune diacre Martin au pays d'Herbauges ;
- Martin annonce la Bonne Nouvelle[n 1] aux habitants d'Herbauges ;
- Martin condamne les habitants d'Herbauges réticents au christianisme. Il les fait engloutir par les eaux du lac de Grand-Lieu ;
- Martin ermite en forêt de Dumen (qui deviendra la forêt de Touffou) ;
- Martin voyageur accueilli par un prince anglais qui lui demande la guérison de sa fille ;
- Martin bénissant Vertou. Il tient son bâton qui a déjà verdi. Selon la légende, ce bâton fleurit et devient un if ;
- Martin consacre la première église de Vertou ;
- en route vers Durinum (Saint-Georges-de-Montaigu). Martin s'endort dans une clairière et est averti en songe qu'il doit retourner à Vertou ;
- Martin dit adieu à ses moines ;
- mort de Martin à Durinum, le 24 octobre 601 ;
- enlèvement du corps de Martin par les moines de Vertou suivis par ceux de Durinum[5].

If de saint Martin apparaissant sur le blason de la commune de Vertou.

## Pierre Saint-Martin
La Pierre Saint-Martin, également dite Pierre Tremblante, est située à Cheix-en-Retz, une rive de l'Acheneau. C'est une grande dalle de gneiss de 6,30 m de long, 4,40 m de large et 0,50 m d'épaisseur extraite à une époque inconnue d'un affleurement situé à quelques dizaines de mètres plus à l'ouest. Elle repose en équilibre sur plusieurs autres roches. Selon la tradition, elle bouge lorsque l'on monte à un endroit précis, d'où son appellation de « Pierre Tremblante ». Elle aurait servi de chaire à Martin de Vertou pour évangéliser la population locale, d'où son autre appellation de « Pierre Saint-Martin ». Emporté par sa foi, Martin aurait inscrit dans la roche l'empreinte de son pied droit. Selon une autre légende, certains habitants d'Herbauges auraient suivi le moine après l'engloutissement de leur cité par les eaux du lac de Grand-Lieu mais se seraient retournés vers des dieux païens, provoquant à nouveau la colère de l'évangélisateur, qui les aurait transformés en pierres. La Pierre Tremblante serait l'un d'eux.

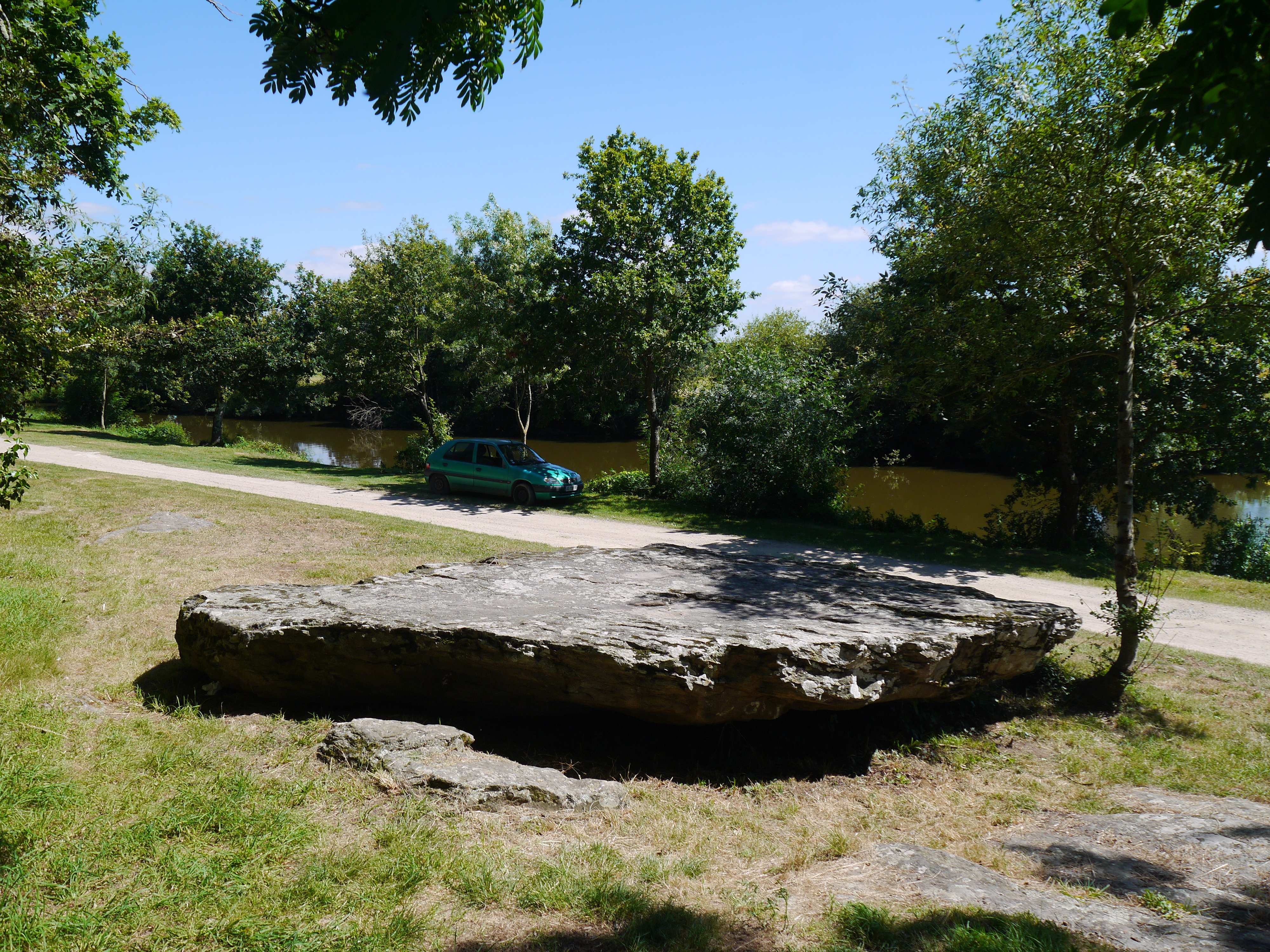
Pierre Tremblante de Cheix-en-Retz.

## Hommages
Une des chapelles de la cathédrale Saint-Pierre-et-Saint-Paul de Nantes est dédiée à saint Martin de Vertou.

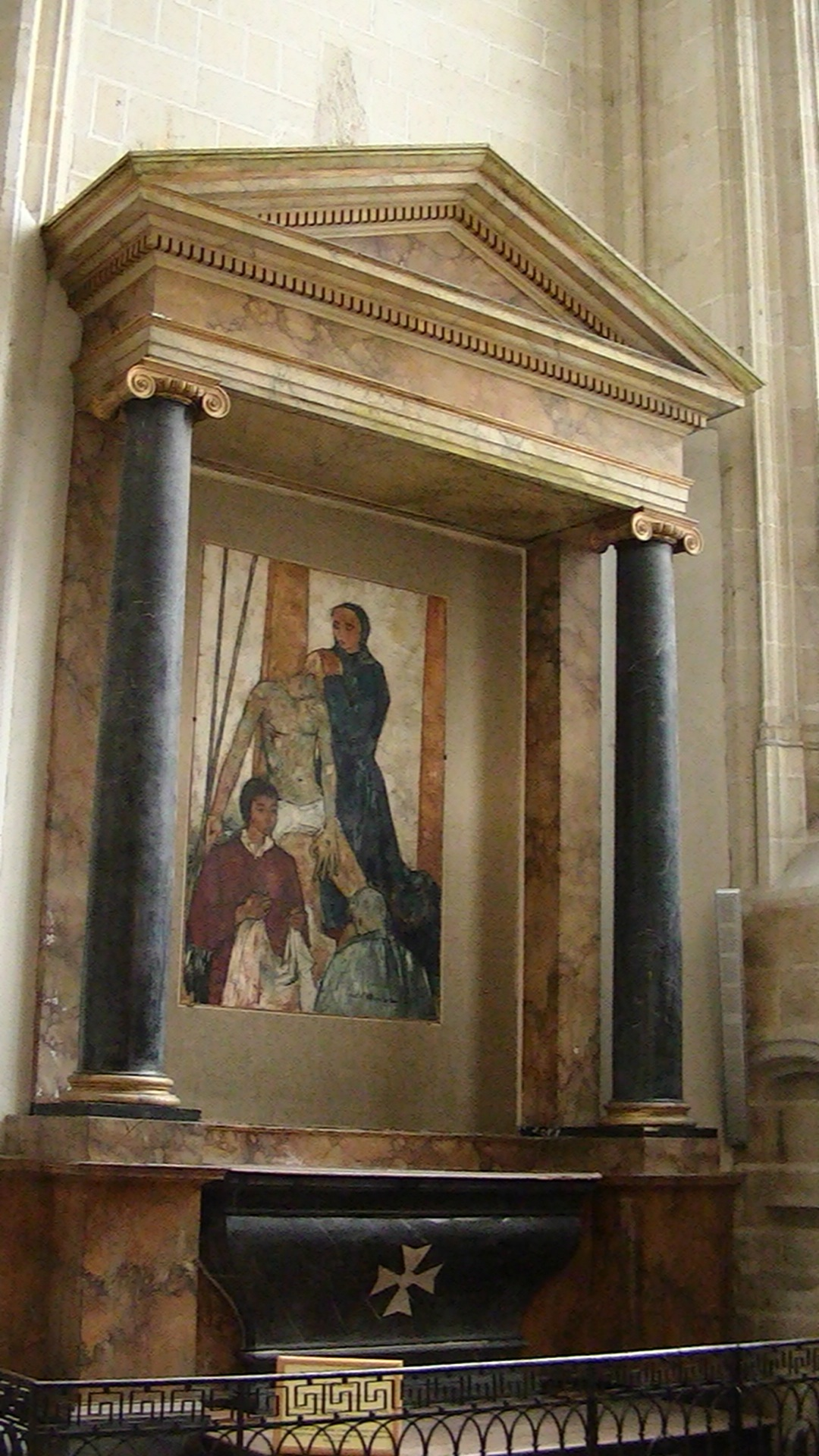
Chapelle dédiée à saint Martin de Vertou, dans la cathédrale de Nantes.

En 1993, afin de marquer la reconnaissance de saint Martin comme patron de la paroisse de Vertou (lettre du 8 février 1992 du Vatican), une statue de saint Martin est réalisée par le sculpteur Jean Guitteny, inspirée de celle qui ornait l'église précédente de Vertou (la troisième église, de style roman). Saint Blaise devient également le patron secondaire de la paroisse.

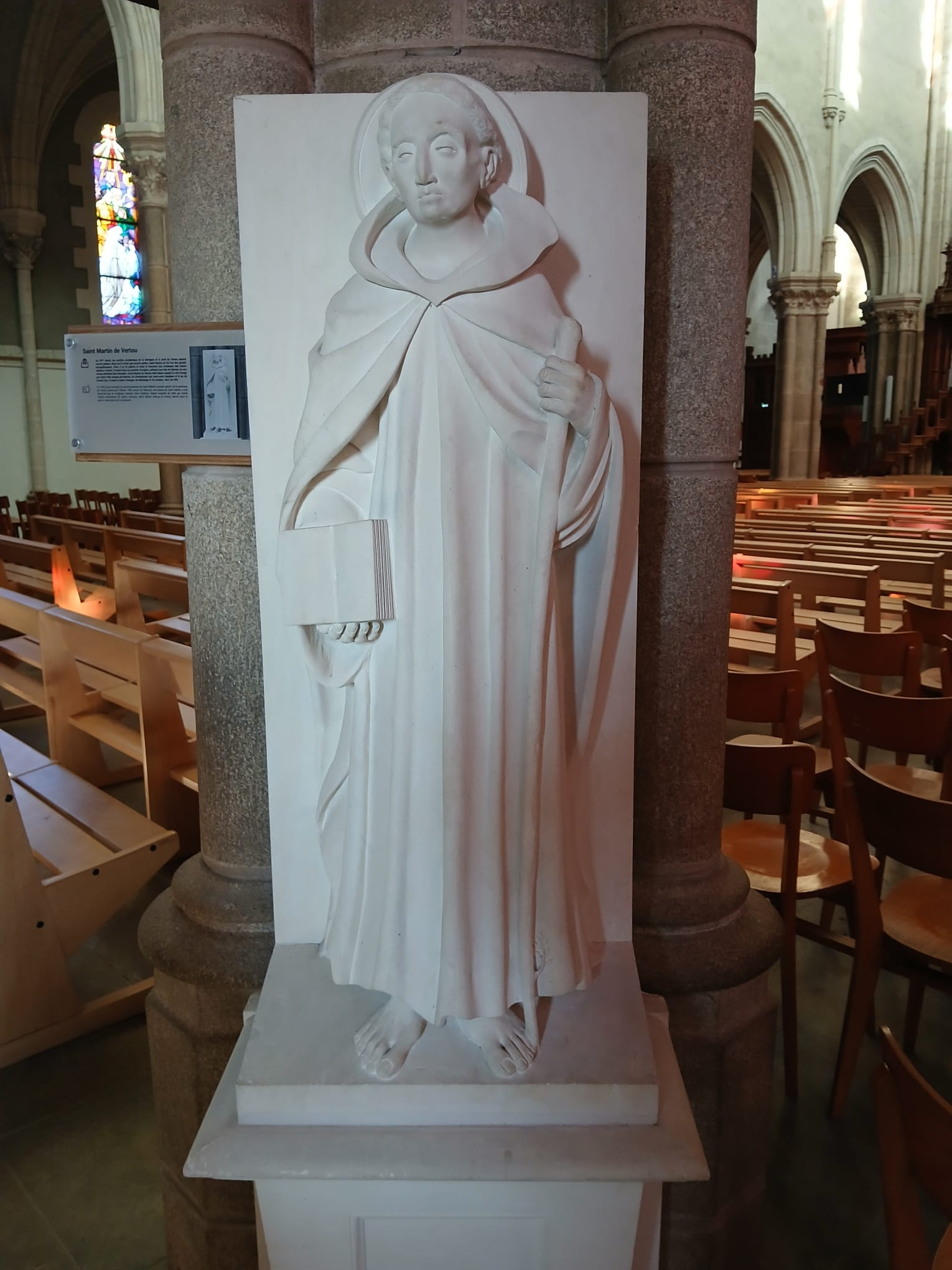
Statue de Martin de Vertou réalisée par Jean Guitteny en 1993. Elle est exposée à l'entrée de l'église Saint-Martin-de-Vertou à Vertou.
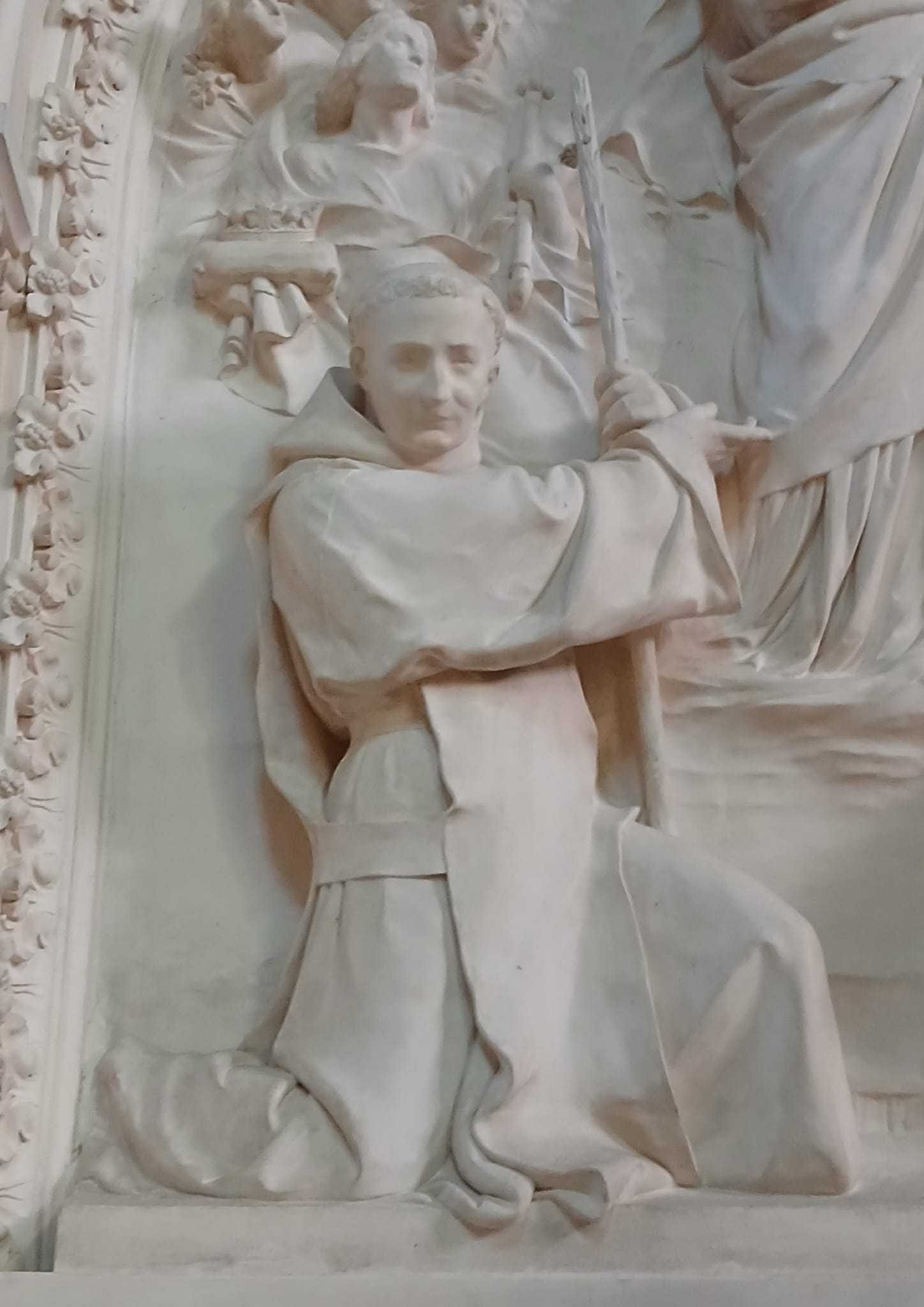
Bas-relief du retable de la Vierge dans cette même église représentant saint Martin de Vertou (1888).